# Menhir du puy de la Poix
Le menhir du puy de la Poix, dit la Pierre Piquée, est un menhir couché situé à  Clermont-Ferrand (Puy-de-Dôme, région Auvergne-Rhône-Alpes, France).

## Localisation
Le menhir est situé à l'extrémité est du territoire de Clermont-Ferrand  sur une petite butte volcanique dominant la plaine, à un peu plus de 400 m au nord-ouest du menhir de Sainte-Anne. Il est à proximité immédiate du puy de la Poix, une source bitumeuse, raison peut-être de son érection à cet endroit, aujourd'hui situé entre l'autoroute A71 et les pistes de l'aéroport de Clermont-Ferrand-Auvergne, non loin de la sortie autoroutière "Le Brézet". (45° 46′ 54″ N, 3° 08′ 49″ E). L'endroit est accessible par la rue Élisée-Reclus (route départementale D772) ou le chemin de Praslong. Le site est la propriété de la ville de Clermont-Ferrand.

## Description
Le menhir est en granite aplitique (à petits grains). Il est renversé au sol. Il mesure désormais 2 m de longueur mais selon J.-B. Bouillet, il mesurait 2,70 m de hauteur mais son sommet fut brisé lors de son insertion dans une clôture. Sa largeur atteint 1,50 m au maximum. La base est de forme quadrangulaire avec des angles arrondis (0,70 m par 0,57 m) et comporte une échancrure (0,50 m sur 0,15 m).